# Phalacrocorax varius
Phalacrocorax varius là một loài chim trong họ Phalacrocoracidae.